# Bluepaper
Bluepaper - analityczne opracowania i raporty prezentujące tematykę strategii działań marketingowych prowadzonych w wyszukiwarkach internetowych (np. prosprzedażowe kampanie linków sponsorowanych, wizerunkowe pozycjonowanie marki, SEO PR, działania antykryzysowe z wykorzystaniem płatnych odnośników, etc.).